# III Copa Brasil
La III Copa Brasil (in italiano III Coppa Brasile) è stata la 7ª edizione del massimo campionato brasiliano di calcio.

## Formula
Primo turno: 62 squadre divise in 6 gruppi (quattro composti da 10 club e altri due da 11), formati su base geografica. Ogni squadra affronta una volta tutte le componenti del proprio gruppo.
Secondo turno: 6 gruppi di 5 squadre ciascuno e altri 6 gruppi (quattro di 5 squadre e due di 6) per i ripescaggi.
I primi sei gruppi sono formati dalle 5 migliori di ogni raggruppamento della fase precedente, che affrontano una volta tutte le componenti del proprio girone; si qualificano al terzo turno le migliori 3 di ogni raggruppamento.
Negli altri 6 gruppi ogni squadra affronta una volta le altre componenti del proprio girone e si qualifica al terzo turno la migliore di ogni raggruppamento.
Terzo turno: 4 gruppi di 6 squadre ciascuno. Ogni squadra affronta una volta le altre componenti del proprio gruppo e si qualificano alla fase finale la vincitrice di ogni raggruppamento.
Semifinali: gare a eliminazione diretta in partita di andata e ritorno. In caso di pareggio si qualifica alla finale la squadra meglio classificata dopo i turni precedenti.
Finale: gara in partita unica. Gioca in casa la squadra meglio classificata dopo i turni precedenti, in caso di parità sono previsti i tempi supplementari e, nel caso del perdurare del risultato di pareggio, i tiri di rigore.

### Punteggio
Fino al terzo turno le classifiche vengono stilate assegnando 2 punti per la vittoria, 1 per il pareggio e 0 per le sconfitta. Un punto aggiuntivo viene assegnato alla squadra che vince la partita con 2 o più gol di scarto.

## Partecipanti
| Squadra             | Città            | Stato               |
| ------------------- | ---------------- | ------------------- |
| ABC                 | Natal            | Rio Grande do Norte |
| América-RN          | Natal            | Rio Grande do Norte |
| América-MG          | Belo Horizonte   | Minas Gerais        |
| America-RJ          | Rio de Janeiro   | Rio de Janeiro      |
| Americano           | Campos           | Rio de Janeiro      |
| Atlético Mineiro    | Belo Horizonte   | Minas Gerais        |
| Athl. Paranaense    | Curitiba         | Paraná              |
| Avaí                | Florianópolis    | Santa Catarina      |
| Bahia               | Salvador         | Bahia               |
| Botafogo            | Rio de Janeiro   | Rio de Janeiro      |
| Botafogo-PB         | João Pessoa      | Paraíba             |
| Botafogo-SP         | Ribeirão Preto   | San Paolo           |
| Brasília            | Brasilia         | Distretto Federale  |
| Caxias              | Caxias do Sul    | Rio Grande do Sul   |
| Ceará               | Fortaleza        | Ceará               |
| Confiança           | Aracaju          | Sergipe             |
| Corinthians         | San Paolo        | San Paolo           |
| Coritiba            | Curitiba         | Paraná              |
| CRB                 | Maceió           | Alagoas             |
| Cruzeiro            | Belo Horizonte   | Minas Gerais        |
| CSA                 | Maceió           | Alagoas             |
| Desportiva          | Cariacica        | Espírito Santo      |
| Dom Bosco           | Cuiabá           | Mato Grosso         |
| Fast Clube          | Manaus           | Amazonas            |
| Flamengo            | Rio de Janeiro   | Rio de Janeiro      |
| Flamengo-PI         | Teresina         | Piauí               |
| Fluminense          | Rio de Janeiro   | Rio de Janeiro      |
| Fluminense de Feira | Feira de Santana | Bahia               |
| Fortaleza           | Fortaleza        | Ceará               |
| Goiânia             | Goiânia          | Goiás               |
| Goiás               | Goiânia          | Goiás               |
| Goytacaz            | Campos           | Rio de Janeiro      |
| Grêmio              | Porto Alegre     | Rio Grande do Sul   |
| Grêmio Maringá      | Maringá          | Paraná              |
| Guarani             | Campinas         | San Paolo           |
| Internacional       | Porto Alegre     | Rio Grande do Sul   |
| Joinville           | Joinville        | Santa Catarina      |
| Juventude           | Caxias do Sul    | Rio Grande do Sul   |
| Londrina            | Londrina         | Paraná              |
| Nacional-AM         | Manaus           | Amazonas            |
| Náutico             | Recife           | Pernambuco          |
| Operário-MS         | Campo Grande     | Mato Grosso         |
| Palmeiras           | San Paolo        | San Paolo           |
| Paysandu            | Belém            | Pará                |
| Ponte Preta         | Campinas         | San Paolo           |
| Portuguesa          | San Paolo        | San Paolo           |
| Remo                | Belém            | Pará                |
| River               | Teresina         | Piauí               |
| Sampaio Corrêa      | São Luís         | Maranhão            |
| San Paolo           | San Paolo        | San Paolo           |
| Santa Cruz          | Recife           | Pernambuco          |
| Santos              | Santos           | San Paolo           |
| Sergipe             | Aracaju          | Sergipe             |
| Sport Recife        | Recife           | Pernambuco          |
| Treze               | Campina Grande   | Paraíba             |
| Uberaba             | Uberaba          | Minas Gerais        |
| Vasco da Gama       | Rio de Janeiro   | Rio de Janeiro      |
| Vila Nova           | Goiânia          | Goiás               |
| Vitória             | Salvador         | Bahia               |
| Vitória-ES          | Vitória          | Espírito Santo      |
| Volta Redonda       | Volta Redonda    | Rio de Janeiro      |
| XV de Piracicaba    | Piracicaba       | San Paolo           |

## Primo turno

### Gruppo A

#### Risultati
| Casa/Trasferta | AVA | CAX | COR | DBO | GRÊ | GRM | INT | JOI | JUV | OP-MS |
| -------------- | --- | --- | --- | --- | --- | --- | --- | --- | --- | ----- |
| Avaí           |     | 1-2 | 2-0 |     | 2-1 |     | 0-0 |     |     | 0-1   |
| Caxias         |     |     | 0-0 |     | 0-2 |     |     | 0-0 | 0-0 | 3-3   |
| Coritiba       |     |     |     |     |     |     | 1-3 | 2-1 | 1-2 | 1-0   |
| Dom Bosco      | 1-3 | 2-2 | 2-3 |     | 0-3 |     | 0-2 |     |     |       |
| Grêmio         |     |     | 4-0 |     |     |     | 4-0 |     | 2-0 | 3-3   |
| Grêmio Maringá | 2-0 | 1-0 | 1-1 | 3-1 | 2-1 |     |     |     |     |       |
| Internacional  |     | 1-0 |     |     |     | 3-0 |     | 5-0 |     |       |
| Joinville      | 1-0 |     |     | 5-3 | 1-1 | 2-1 |     |     | 1-0 |       |
| Juventude      | 1-0 |     |     | 2-2 |     | 1-0 | 0-1 |     |     |       |
| Operário-MS    |     |     |     | 3-1 |     | 0-1 | 0-0 | 2-0 | 1-0 |       |

#### Classifica
| Pos. | Squadra        | Pt | G | V     | N | P | GF | GS | DR  |
| ---- | -------------- | -- | - | ----- | - | - | -- | -- | --- |
| 1    | Internacional  | 18 | 9 | 6 (4) | 2 | 1 | 15 | 5  | +10 |
| 2    | Grêmio         | 17 | 9 | 5 (5) | 2 | 2 | 21 | 8  | +13 |
| 3    | Grêmio Maringá | 13 | 9 | 5 (2) | 1 | 3 | 11 | 9  | +2  |
| 4    | Operário-MS    | 13 | 9 | 4 (2) | 3 | 2 | 13 | 9  | +4  |
| 5    | Joinville      | 11 | 9 | 4 (1) | 2 | 3 | 11 | 14 | -3  |
| 6    | Avaí           | 9  | 9 | 3 (2) | 1 | 5 | 8  | 8  | 0   |
| 7    | Juventude      | 8  | 9 | 3 (0) | 2 | 4 | 6  | 8  | -2  |
| 8    | Coritiba       | 8  | 9 | 3 (0) | 2 | 4 | 9  | 15 | -6  |
| 9    | Caxias         | 7  | 9 | 1 (0) | 5 | 3 | 7  | 10 | -3  |
| 10   | Dom Bosco      | 2  | 9 | 0 (0) | 2 | 7 | 11 | 26 | -15 |

#### Verdetti
- Internacional, Grêmio, Grêmio Maringá, Operário-MS e Joinville qualificati al secondo turno come migliori 5 del gruppo A.
- Avaí, Juventude, Coritiba, Caxias e Dom Bosco qualificati ai ripescaggi del secondo turno.

### Gruppo B

#### Risultati
| Casa/Trasferta   | BO-PB | CRB | CSA | NÁU | PAL | SPA | SCR | SPO | TRE | XVP |
| ---------------- | ----- | --- | --- | --- | --- | --- | --- | --- | --- | --- |
| Botafogo-PB      |       | 0-1 |     |     |     | 0-2 | 0-0 | 1-0 | 0-0 |     |
| CRB              |       |     |     |     | 0-2 |     |     | 6-4 | 3-1 | 0-1 |
| CSA              | 3-1   | 1-1 |     | 2-0 |     | 0-0 | 0-1 |     |     |     |
| Náutico          | 2-1   | 1-0 |     |     |     | 0-1 | 1-2 | 0-0 |     |     |
| Palmeiras        | 2-0   |     | 1-0 | 3-2 |     |     |     |     |     | 1-1 |
| San Paolo        |       | 4-0 |     |     | 0-2 |     | 1-0 | 2-0 | 3-0 |     |
| Santa Cruz       |       | 5-1 |     |     | 1-2 |     |     | 1-1 | 6-0 |     |
| Sport            |       |     | 3-1 |     | 0-2 |     |     |     |     | 1-1 |
| Treze            |       |     | 0-1 | 2-1 | 1-1 |     |     | 2-2 |     | 0-0 |
| XV de Piracicaba | 2-0   |     | 0-0 | 0-0 |     | 1-1 | 0-0 |     |     |     |

#### Classifica
| Pos. | Squadra          | Pt | G | V     | N | P | GF | GS | DR  |
| ---- | ---------------- | -- | - | ----- | - | - | -- | -- | --- |
| 1    | Palmeiras        | 20 | 9 | 7 (4) | 2 | 0 | 16 | 5  | +11 |
| 2    | San Paolo        | 18 | 9 | 6 (4) | 2 | 1 | 14 | 3  | +11 |
| 3    | Santa Cruz       | 13 | 9 | 4 (2) | 3 | 2 | 16 | 6  | +10 |
| 4    | XV de Piracicaba | 12 | 9 | 2 (1) | 7 | 0 | 6  | 3  | +3  |
| 5    | CSA              | 11 | 9 | 3 (2) | 3 | 3 | 8  | 7  | +1  |
| 6    | CRB              | 9  | 9 | 3 (2) | 1 | 5 | 12 | 19 | -7  |
| 7    | Sport Recife     | 7  | 9 | 1 (1) | 4 | 4 | 11 | 16 | -5  |
| 8    | Náutico          | 6  | 9 | 2 (0) | 2 | 5 | 7  | 11 | -4  |
| 9    | Treze            | 6  | 9 | 1 (0) | 4 | 4 | 6  | 17 | -11 |
| 10   | Botafogo-PB      | 4  | 9 | 1 (0) | 2 | 6 | 3  | 12 | -9  |

#### Verdetti
- Palmeiras, San Paolo, Santa Cruz, XV de Piracicaba e CSA qualificati al secondo turno come migliori 5 del gruppo B.
- CRB, Sport, Náutico, Treze e Botafogo-PB qualificati ai ripescaggi del secondo turno.

### Gruppo C

#### Risultati
| Casa/Trasferta | ABC | AM-RN | CEA | COR | FL-PI | FOR | GUA | POP | POR | RÍV | SAM |
| -------------- | --- | ----- | --- | --- | ----- | --- | --- | --- | --- | --- | --- |
| ABC            |     | 3-0   | 1-0 |     | 0-0   |     | 1-1 |     | 1-0 | 2-0 |     |
| América-RN     |     |       |     | 0-0 | 5-1   | 1-1 |     | 1-0 |     |     | 1-0 |
| Ceará          |     | 1-1   |     | 1-0 |       | 1-0 |     | 1-3 |     |     | 4-0 |
| Corinthians    | 1-0 |       |     |     | 3-0   | 3-0 | 1-0 |     | 2-0 |     |     |
| Flamengo-PI    |     |       | 0-1 |     |       | 1-0 |     | 1-2 | 0-2 |     | 1-3 |
| Fortaleza      | 3-2 |       |     |     |       |     | 1-2 |     | 0-0 | 2-1 |     |
| Guarani        |     | 1-0   | 3-0 |     | 2-0   |     |     | 0-1 | 0-1 |     |     |
| Ponte Preta    | 2-0 |       |     | 2-1 |       | 3-1 |     |     |     | 5-0 |     |
| Portuguesa     |     | 3-0   | 2-1 |     |       |     |     | 0-0 |     | 2-0 |     |
| Ríver          |     | 5-1   | 1-0 | 2-2 | 2-2   |     | 1-1 |     |     |     | 0-0 |
| Sampaio Corrêa | 1-1 |       |     | 0-0 |       | 1-0 | 0-2 | 0-0 | 1-2 |     |     |

#### Classifica
| Pos. | Squadra        | Pt | G  | V     | N | P | GF | GS | DR  |
| ---- | -------------- | -- | -- | ----- | - | - | -- | -- | --- |
| 1    | Ponte Preta    | 20 | 10 | 7 (4) | 2 | 1 | 18 | 5  | +13 |
| 2    | Portuguesa     | 17 | 10 | 6 (3) | 2 | 2 | 12 | 5  | +7  |
| 3    | Corinthians    | 16 | 10 | 5 (3) | 3 | 2 | 13 | 5  | +8  |
| 4    | Guarani        | 15 | 10 | 5 (3) | 2 | 3 | 12 | 6  | +6  |
| 5    | ABC            | 13 | 10 | 4 (2) | 3 | 3 | 11 | 8  | +3  |
| 6    | Ceará          | 10 | 10 | 4 (1) | 1 | 5 | 10 | 11 | -1  |
| 7    | América-RN     | 10 | 10 | 3 (1) | 3 | 4 | 10 | 15 | -5  |
| 8    | River          | 9  | 10 | 2 (1) | 4 | 4 | 12 | 17 | -5  |
| 9    | Sampaio Corrêa | 9  | 10 | 2 (1) | 4 | 4 | 6  | 11 | -5  |
| 10   | Fortaleza      | 6  | 10 | 2 (0) | 2 | 6 | 8  | 15 | -7  |
| 11   | Flamengo-PI    | 4  | 10 | 1 (0) | 2 | 7 | 6  | 20 | -14 |

#### Verdetti
- Ponte Preta, Portuguesa, Corinthians, Guarani e ABC qualificati al secondo turno come migliori 5 del gruppo C.
- Ceará, América de Natal, Ríver, Sampaio Corrêa, Fortaleza e Flamengo-PI qualificati ai ripescaggi del secondo turno.

### Gruppo D

#### Risultati
| Casa/Trasferta | AME | AT-PR | BOT | BRA | GON | GOS | GOY | LON | VAS | VNO |
| -------------- | --- | ----- | --- | --- | --- | --- | --- | --- | --- | --- |
| Americano      |     |       |     | 1-0 |     |     | 1-1 | 1-1 | 1-1 | 1-0 |
| Atlético-PR    | 3-0 |       | 1-3 | 1-2 | 0-1 |     |     | 2-0 |     |     |
| Botafogo       | 3-0 |       |     |     | 1-0 | 3-1 |     | 3-0 |     |     |
| Brasília       |     |       | 0-1 |     |     | 0-0 | 2-1 | 2-1 |     | 1-0 |
| Goiânia        | 1-3 |       |     | 0-1 |     |     |     |     | 2-6 | 2-2 |
| Goiás          | 3-0 | 1-1   |     |     | 1-1 |     |     |     | 0-3 | 1-0 |
| Goytacaz       |     | 4-1   | 1-1 |     | 0-0 | 1-1 |     |     |     |     |
| Londrina       |     |       |     |     | 3-2 | 1-1 | 1-2 |     | 2-2 | 3-1 |
| Vasco da Gama  |     | 0-0   | 0-0 | 3-0 |     |     | 0-1 |     |     | 2-0 |
| Vila Nova      |     | 1-1   | 0-0 |     |     |     | 1-3 |     |     |     |

#### Classifica
| Pos. | Squadra          | Pt | G | V     | N | P | GF | GS | DR  |
| ---- | ---------------- | -- | - | ----- | - | - | -- | -- | --- |
| 1    | Botafogo         | 19 | 9 | 6 (4) | 3 | 0 | 15 | 3  | +12 |
| 2    | Vasco da Gama    | 16 | 9 | 4 (4) | 4 | 1 | 17 | 6  | +11 |
| 3    | Goytacaz         | 14 | 9 | 4 (2) | 4 | 1 | 14 | 8  | +6  |
| 4    | Brasília         | 11 | 9 | 5 (0) | 1 | 3 | 8  | 8  | 0   |
| 5    | Americano        | 10 | 9 | 3 (1) | 3 | 3 | 8  | 13 | -5  |
| 6    | Goiás            | 10 | 9 | 2 (1) | 5 | 2 | 9  | 10 | -1  |
| 7    | Athl. Paranaense | 9  | 9 | 2 (2) | 3 | 4 | 10 | 12 | -2  |
| 8    | Londrina         | 8  | 9 | 2 (1) | 3 | 4 | 12 | 16 | -4  |
| 9    | Goiânia          | 5  | 9 | 1 (0) | 3 | 5 | 9  | 17 | -8  |
| 10   | Vila Nova        | 3  | 9 | 0 (0) | 3 | 6 | 5  | 14 | -9  |

#### Verdetti
- Botafogo, Vasco da Gama, Goytacaz, Brasília e Americano qualificati al secondo turno come migliori 5 del gruppo D.
- Goiás, Atlético Paranaense, Londrina, Goiânia e Vila Nova qualificati ai ripescaggi del secondo turno.

### Gruppo E

#### Risultati
| Casa/Trasferta | AM-RJ | BAH | CON | DES | FLA | FLU | FLF | SER | VIT | VI-ES | VOL |
| -------------- | ----- | --- | --- | --- | --- | --- | --- | --- | --- | ----- | --- |
| América-RJ     |       |     |     | 3-0 |     |     | 1-0 |     | 1-1 |       |     |
| Bahia          | 2-0   |     |     |     | 0-0 |     |     | 3-0 | 1-0 | 7-0   |     |
| Confiança      | 2-2   | 1-1 |     |     |     | 1-0 | 1-0 |     |     | 2-1   |     |
| Desportiva     |       | 2-1 | 3-1 |     | 0-2 | 0-5 |     |     |     |       | 1-0 |
| Flamengo       | 1-1   |     | 3-1 |     |     |     |     |     | 5-0 |       | 1-1 |
| Fluminense     | 0-1   | 1-0 |     |     | 2-1 |     |     | 2-1 |     | 6-0   |     |
| Fluminense-BA  |       | 0-1 |     | 0-0 | 0-6 | 1-2 |     | 0-1 | 0-2 |       |     |
| Sergipe        | 0-1   |     | 0-1 | 1-4 | 1-3 |     |     |     | 2-1 |       | 0-1 |
| Vitória        |       |     | 0-2 | 0-1 |     | 1-1 |     |     |     |       | 0-0 |
| Vitória-ES     | 0-0   |     |     | 2-1 | 0-3 |     | 1-1 | 3-1 | 2-1 |       |     |
| Volta Redonda  | 1-2   | 1-1 | 1-3 |     |     | 0-1 | 2-2 |     |     | 3-0   |     |

#### Classifica
| Pos. | Squadra             | Pt | G  | V     | N | P | GF | GS | DR  |
| ---- | ------------------- | -- | -- | ----- | - | - | -- | -- | --- |
| 1    | Flamengo            | 21 | 10 | 6 (6) | 3 | 1 | 25 | 6  | +19 |
| 2    | Fluminense          | 17 | 10 | 7 (2) | 1 | 2 | 20 | 6  | +14 |
| 3    | Confiança           | 16 | 10 | 6 (2) | 2 | 2 | 15 | 11 | +4  |
| 4    | Bahia               | 16 | 10 | 5 (3) | 3 | 2 | 17 | 5  | +12 |
| 5    | America-RJ          | 15 | 10 | 5 (1) | 4 | 1 | 12 | 7  | +5  |
| 6    | Desportiva          | 13 | 10 | 5 (2) | 1 | 4 | 12 | 15 | -3  |
| 7    | Vitória-ES          | 9  | 10 | 3 (1) | 2 | 5 | 9  | 25 | -16 |
| 8    | Volta Redonda       | 9  | 10 | 2 (1) | 4 | 4 | 10 | 11 | -1  |
| 9    | Vitória             | 6  | 10 | 1 (1) | 3 | 6 | 6  | 15 | -9  |
| 10   | Sergipe             | 4  | 10 | 2 (0) | 0 | 8 | 7  | 19 | -12 |
| 11   | Fluminense de Feira | 3  | 10 | 0 (0) | 3 | 7 | 4  | 17 | -13 |

#### Verdetti
- Flamengo, Fluminense, Confiança, Bahia e America-RJ qualificati al secondo turno come migliori 5 del gruppo E.
- Desportiva, Vitória-ES, Volta Redonda, Vitória, Segipe e Fluminense-BA qualificati ai ripescaggi del secondo turno.

### Gruppo F

#### Risultati
| Casa/Trasferta | AM-MG | AT-MG | BO-SP | CRU | FAS | NA-AM | PAY | REM | SAN | UBE |
| -------------- | ----- | ----- | ----- | --- | --- | ----- | --- | --- | --- | --- |
| América-MG     |       |       | 1-2   |     | 2-0 |       |     | 0-1 |     |     |
| Atlético-MG    | 3-1   |       |       | 1-0 | 6-2 |       |     | 4-1 | 3-0 |     |
| Botafogo-SP    |       | 0-1   |       |     | 5-1 | 4-0   |     | 3-2 |     | 2-1 |
| Cruzeiro       | 2-2   |       | 3-1   |     |     | 3-0   | 4-0 |     |     |     |
| Fast Clube     |       |       |       | 1-1 |     |       | 2-3 |     | 1-3 | 2-0 |
| Nacional-AM    | 1-0   | 2-4   |       |     | 2-0 |       |     | 0-2 |     | 1-0 |
| Paysandu       | 4-1   | 1-3   | 2-1   |     |     | 1-1   |     |     |     |     |
| Remo           |       |       |       | 4-0 | 4-1 |       | 0-0 |     | 0-2 | 0-0 |
| Santos         | 1-1   |       | 0-1   | 0-2 |     | 2-0   | 4-0 |     |     |     |
| Uberaba        | 1-0   | 1-1   |       | 0-0 |     |       | 3-1 |     | 4-1 |     |

#### Classifica
| Pos. | Squadra          | Pt | G | V     | N | P | GF | GS | DR  |
| ---- | ---------------- | -- | - | ----- | - | - | -- | -- | --- |
| 1    | Atlético Mineiro | 25 | 9 | 8 (6) | 1 | 0 | 26 | 8  | +18 |
| 2    | Cruzeiro         | 15 | 9 | 4 (4) | 3 | 2 | 15 | 9  | +6  |
| 3    | Botafogo-SP      | 14 | 9 | 6 (2) | 0 | 3 | 19 | 11 | +8  |
| 4    | Remo             | 13 | 9 | 4 (3) | 2 | 3 | 14 | 10 | +4  |
| 5    | Santos           | 13 | 9 | 4 (4) | 1 | 4 | 13 | 12 | +1  |
| 6    | Uberaba          | 11 | 9 | 3 (2) | 3 | 3 | 10 | 8  | +2  |
| 7    | Paysandu         | 9  | 9 | 3 (1) | 2 | 4 | 12 | 19 | -7  |
| 8    | Nacional-AM      | 8  | 9 | 3 (1) | 1 | 5 | 7  | 16 | -9  |
| 9    | América-MG       | 5  | 9 | 1 (1) | 2 | 6 | 8  | 15 | -7  |
| 10   | Fast Clube       | 4  | 9 | 1 (0) | 1 | 7 | 10 | 26 | -16 |

#### Verdetti
- Atlético Mineiro, Cruzeiro, Botafogo-SP, Remo e Santos qualificati al secondo turno come migliori 5 del gruppo F.
- Uberaba, Paysandu, Nacional-AM, América Mineiro e Fast qualificati ai ripescaggi del secondo turno.

## Secondo turno

### Gruppo G

#### Risultati
| 1ª giornata                                      | 1ª giornata  | 1ª giornata  | 1ª giornata  |
| 1º dic. 1977                                     | 1º dic. 1977 | 1º dic. 1977 | 1º dic. 1977 |
| ------------------------------------------------ | ------------ | ------------ | ------------ |
| Brasília                                         | -            | América-RJ   | 2-3          |
| Riposano: Corinthians, Internacional e San Paolo |              |              |              |

| 2ª giornata        | 2ª giornata | 2ª giornata | 2ª giornata |
| 4 dic. 1977        | 4 dic. 1977 | 4 dic. 1977 | 4 dic. 1977 |
| ------------------ | ----------- | ----------- | ----------- |
| Corinthians        | -           | San Paolo   | 2-0         |
| Internacional      | -           | Brasília    | 6-0         |
| Riposa: América-RJ |             |             |             |

| 3ª giornata         | 3ª giornata | 3ª giornata   | 3ª giornata |
| 7 dic. 1977         | 7 dic. 1977 | 7 dic. 1977   | 7 dic. 1977 |
| ------------------- | ----------- | ------------- | ----------- |
| América-RJ          | -           | Internacional | 0-0         |
| San Paolo           | -           | Brasília      | 5-0         |
| Riposa: Corinthians |             |               |             |

| 4ª giornata        | 4ª giornata       | 4ª giornata       | 4ª giornata       |
| 10 e 11 dic. 1977  | 10 e 11 dic. 1977 | 10 e 11 dic. 1977 | 10 e 11 dic. 1977 |
| ------------------ | ----------------- | ----------------- | ----------------- |
| Brasília           | -                 | Corinthians       | 0-5               |
| Internacional      | -                 | San Paolo         | 1-4               |
| Riposa: América-RJ |                   |                   |                   |

| 5ª giornata                                   | 5ª giornata  | 5ª giornata  | 5ª giornata  |
| 15 dic. 1977                                  | 15 dic. 1977 | 15 dic. 1977 | 15 dic. 1977 |
| --------------------------------------------- | ------------ | ------------ | ------------ |
| Corinthians                                   | -            | América-RJ   | 0-0          |
| Riposano: Brasília, Internacional e San Paolo |              |              |              |

| 6ª giornata      | 6ª giornata  | 6ª giornata   | 6ª giornata  |
| 18 dic. 1977     | 18 dic. 1977 | 18 dic. 1977  | 18 dic. 1977 |
| ---------------- | ------------ | ------------- | ------------ |
| América-RJ       | -            | San Paolo     | 0-0          |
| Corinthians      | -            | Internacional | 1-0          |
| Riposa: Brasília |              |               |              |

#### Classifica
| Pos. | Squadra       | Pt | G | V     | N | P | GF | GS | DR  |
| ---- | ------------- | -- | - | ----- | - | - | -- | -- | --- |
| 1    | Corinthians   | 9  | 4 | 3 (2) | 1 | 0 | 8  | 0  | +8  |
| 2    | San Paolo     | 7  | 4 | 2 (2) | 1 | 1 | 9  | 3  | +6  |
| 3    | America-RJ    | 5  | 4 | 1 (0) | 3 | 0 | 3  | 2  | +1  |
| 4    | Internacional | 4  | 4 | 1 (1) | 1 | 2 | 7  | 5  | +2  |
| 5    | Brasília      | 0  | 4 | 0 (0) | 0 | 4 | 2  | 19 | -17 |

#### Verdetti
- Corinthians, San Paolo e América-RJ qualificati al terzo turno.

### Gruppo H

#### Risultati
| 1ª giornata                           | 1ª giornata  | 1ª giornata  | 1ª giornata  |
| 1º dic. 1977                          | 1º dic. 1977 | 1º dic. 1977 | 1º dic. 1977 |
| ------------------------------------- | ------------ | ------------ | ------------ |
| Portuguesa                            | -            | Santos       | 1-2          |
| Riposano: Bahia, Goytacaz e Palmeiras |              |              |              |

| 2ª giornata    | 2ª giornata | 2ª giornata | 2ª giornata |
| 4 dic. 1977    | 4 dic. 1977 | 4 dic. 1977 | 4 dic. 1977 |
| -------------- | ----------- | ----------- | ----------- |
| Bahia          | -           | Portuguesa  | 2-0         |
| Goytacaz       | -           | Palmeiras   | 1-3         |
| Riposa: Santos |             |             |             |

| 3ª giornata       | 3ª giornata     | 3ª giornata     | 3ª giornata     |
| 7 e 8 dic. 1977   | 7 e 8 dic. 1977 | 7 e 8 dic. 1977 | 7 e 8 dic. 1977 |
| ----------------- | --------------- | --------------- | --------------- |
| Santos            | -               | Bahia           | 0-1             |
| Portuguesa        | -               | Goytacaz        | 0-1             |
| Riposa: Palmeiras |                 |                 |                 |

| 4ª giornata        | 4ª giornata  | 4ª giornata  | 4ª giornata  |
| 11 dic. 1977       | 11 dic. 1977 | 11 dic. 1977 | 11 dic. 1977 |
| ------------------ | ------------ | ------------ | ------------ |
| Bahia              | -            | Goytacaz     | 2-0          |
| Palmeiras          | -            | Santos       | 1-1          |
| Riposa: Portuguesa |              |              |              |

| 5ª giornata   | 5ª giornata  | 5ª giornata  | 5ª giornata  |
| 14 dic. 1977  | 14 dic. 1977 | 14 dic. 1977 | 14 dic. 1977 |
| ------------- | ------------ | ------------ | ------------ |
| Goytacaz      | -            | Santos       | 0-0          |
| Palmeiras     | -            | Portuguesa   | 2-1          |
| Riposa: Bahia |              |              |              |

| 6ª giornata                             | 6ª giornata  | 6ª giornata  | 6ª giornata  |
| 15 dic. 1977                            | 15 dic. 1977 | 15 dic. 1977 | 15 dic. 1977 |
| --------------------------------------- | ------------ | ------------ | ------------ |
| Palmeiras                               | -            | Bahia        | 1-0          |
| Riposano: Goytacaz, Portuguesa e Santos |              |              |              |

#### Classifica
| Pos. | Squadra    | Pt | G | V     | N | P | GF | GS | DR |
| ---- | ---------- | -- | - | ----- | - | - | -- | -- | -- |
| 1    | Palmeiras  | 8  | 4 | 3 (1) | 1 | 0 | 7  | 3  | +4 |
| 2    | Bahia      | 8  | 4 | 3 (2) | 0 | 1 | 5  | 1  | +4 |
| 3    | Santos     | 4  | 4 | 1 (0) | 2 | 1 | 3  | 3  | 0  |
| 4    | Goytacaz   | 3  | 4 | 1 (0) | 1 | 2 | 2  | 5  | -3 |
| 5    | Portuguesa | 0  | 4 | 0 (0) | 0 | 4 | 2  | 7  | -5 |

#### Verdetti
- Palmeiras, Bahia e Santos qualificati al terzo turno.

### Gruppo I

#### Risultati
| 1ª giornata       | 1ª giornata | 1ª giornata | 1ª giornata |
| 4 dic. 1977       | 4 dic. 1977 | 4 dic. 1977 | 4 dic. 1977 |
| ----------------- | ----------- | ----------- | ----------- |
| Ponte Preta       | -           | Confiança   | 3-0         |
| Vasco da Gama     | -           | Remo        | 1-0         |
| Riposa: Joinville |             |             |             |

| 2ª giornata           | 2ª giornata     | 2ª giornata     | 2ª giornata     |
| 7 e 8 dic. 1977       | 7 e 8 dic. 1977 | 7 e 8 dic. 1977 | 7 e 8 dic. 1977 |
| --------------------- | --------------- | --------------- | --------------- |
| Confiança             | -               | Remo            | 2-1             |
| Joinville             | -               | Ponte Preta     | 0-2             |
| Riposa: Vasco da Gama |                 |                 |                 |

| 3ª giornata  | 3ª giornata  | 3ª giornata   | 3ª giornata  |
| 11 dic. 1977 | 11 dic. 1977 | 11 dic. 1977  | 11 dic. 1977 |
| ------------ | ------------ | ------------- | ------------ |
| Joinville    | -            | Confiança     | 3-0          |
| Ponte Preta  | -            | Vasco da Gama | 0-0          |
| Riposa: Remo |              |               |              |

| 4ª giornata         | 4ª giornata  | 4ª giornata   | 4ª giornata  |
| 15 dic. 1977        | 15 dic. 1977 | 15 dic. 1977  | 15 dic. 1977 |
| ------------------- | ------------ | ------------- | ------------ |
| Confiança           | -            | Vasco da Gama | 0-1          |
| Remo                | -            | Joinville     | 1-0          |
| Riposa: Ponte Preta |              |               |              |

| 5ª giornata       | 5ª giornata  | 5ª giornata  | 5ª giornata  |
| 18 dic. 1977      | 18 dic. 1977 | 18 dic. 1977 | 18 dic. 1977 |
| ----------------- | ------------ | ------------ | ------------ |
| Remo              | -            | Ponte Preta  | 1-0          |
| Vasco da Gama     | -            | Joinville    | 1-1          |
| Riposa: Confiança |              |              |              |

#### Classifica
| Pos. | Squadra       | Pt | G | V     | N | P | GF | GS | DR |
| ---- | ------------- | -- | - | ----- | - | - | -- | -- | -- |
| 1    | Ponte Preta   | 7  | 4 | 2 (2) | 1 | 1 | 5  | 1  | +4 |
| 2    | Vasco da Gama | 6  | 4 | 2 (0) | 2 | 0 | 3  | 1  | +2 |
| 3    | Remo          | 4  | 4 | 2 (0) | 0 | 2 | 3  | 3  | 0  |
| 4    | Joinville     | 4  | 4 | 1 (0) | 1 | 2 | 4  | 4  | 0  |
| 5    | Confiança     | 2  | 4 | 1 (0) | 0 | 3 | 2  | 8  | -6 |

#### Verdetti
- Ponte Preta, Vasco da Gama e Remo qualificati al terzo turno.

### Gruppo J

#### Risultati
| 1ª giornata                          | 1ª giornata  | 1ª giornata  | 1ª giornata  |
| 1º dic. 1977                         | 1º dic. 1977 | 1º dic. 1977 | 1º dic. 1977 |
| ------------------------------------ | ------------ | ------------ | ------------ |
| Operário-MS                          | -            | Botafogo-SP  | 0-0          |
| Riposano: Botafogo, CSA e Fluminense |              |              |              |

| 2ª giornata | 2ª giornata | 2ª giornata | 2ª giornata |
| 4 dic. 1977 | 4 dic. 1977 | 4 dic. 1977 | 4 dic. 1977 |
| ----------- | ----------- | ----------- | ----------- |
| Botafogo-SP | -           | Botafogo    | 2-2         |
| Operário-MS | -           | Fluminense  | 2-1         |
| Riposa: CSA |             |             |             |

| 3ª giornata         | 3ª giornata | 3ª giornata | 3ª giornata |
| 7 dic. 1977         | 7 dic. 1977 | 7 dic. 1977 | 7 dic. 1977 |
| ------------------- | ----------- | ----------- | ----------- |
| Botafogo            | -           | Operário-MS | 1-1         |
| CSA                 | -           | Fluminense  | 1-2         |
| Riposa: Botafogo-SP |             |             |             |

| 4ª giornata         | 4ª giornata  | 4ª giornata  | 4ª giornata  |
| 11 dic. 1977        | 11 dic. 1977 | 11 dic. 1977 | 11 dic. 1977 |
| ------------------- | ------------ | ------------ | ------------ |
| Botafogo-SP         | -            | CSA          | 2-2          |
| Fluminense          | -            | Botafogo     | 0-1          |
| Riposa: Operário-MS |              |              |              |

| 5ª giornata         | 5ª giornata       | 5ª giornata       | 5ª giornata       |
| 14 e 15 dic. 1977   | 14 e 15 dic. 1977 | 14 e 15 dic. 1977 | 14 e 15 dic. 1977 |
| ------------------- | ----------------- | ----------------- | ----------------- |
| Botafogo            | -                 | CSA               | 3-1               |
| Fluminense          | -                 | Botafogo-SP       | 0-0               |
| Riposa: Operário-MS |                   |                   |                   |

| 6ª giornata                                  | 6ª giornata  | 6ª giornata  | 6ª giornata  |
| 18 dic. 1977                                 | 18 dic. 1977 | 18 dic. 1977 | 18 dic. 1977 |
| -------------------------------------------- | ------------ | ------------ | ------------ |
| CSA                                          | -            | Operário-MS  | 0-2          |
| Riposano: Botafogo, Botafogo-SP e Fluminense |              |              |              |

#### Classifica
| Pos. | Squadra     | Pt | G | V     | N | P | GF | GS | DR |
| ---- | ----------- | -- | - | ----- | - | - | -- | -- | -- |
| 1    | Botafogo    | 7  | 4 | 2 (1) | 2 | 0 | 7  | 4  | +3 |
| 2    | Operário-MS | 7  | 4 | 2 (1) | 2 | 0 | 5  | 2  | +3 |
| 3    | Botafogo-SP | 4  | 4 | 0 (0) | 4 | 0 | 4  | 4  | 0  |
| 4    | Fluminense  | 3  | 4 | 1 (0) | 1 | 2 | 3  | 4  | -1 |
| 5    | CSA         | 1  | 4 | 0 (0) | 1 | 3 | 4  | 9  | -5 |

#### Verdetti
- Botafogo, Operário-MS e Botafogo-SP qualificati al terzo turno.

### Gruppo K

#### Risultati
| 1ª giornata                                   | 1ª giornata  | 1ª giornata      | 1ª giornata  |
| 1º dic. 1977                                  | 1º dic. 1977 | 1º dic. 1977     | 1º dic. 1977 |
| --------------------------------------------- | ------------ | ---------------- | ------------ |
| ABC                                           | -            | XV de Piracicaba | 1-0          |
| Riposano: Cruzeiro, Flamengo e Grêmio Maringá |              |                  |              |

| 2ª giornata      | 2ª giornata | 2ª giornata    | 2ª giornata |
| 4 dic. 1977      | 4 dic. 1977 | 4 dic. 1977    | 4 dic. 1977 |
| ---------------- | ----------- | -------------- | ----------- |
| Flamengo         | -           | Cruzeiro       | 3-1         |
| XV de Piracicaba | -           | Grêmio Maringá | 3-0         |
| Riposa: ABC      |             |                |             |

| 3ª giornata                              | 3ª giornata | 3ª giornata | 3ª giornata |
| 7 dic. 1977                              | 7 dic. 1977 | 7 dic. 1977 | 7 dic. 1977 |
| ---------------------------------------- | ----------- | ----------- | ----------- |
| XV de Piracicaba                         | -           | Flamengo    | 1-0         |
| Riposano: ABC, Cruzeiro e Grêmio Maringá |             |             |             |

| 4ª giornata              | 4ª giornata  | 4ª giornata  | 4ª giornata  |
| 11 dic. 1977             | 11 dic. 1977 | 11 dic. 1977 | 11 dic. 1977 |
| ------------------------ | ------------ | ------------ | ------------ |
| ABC                      | -            | Cruzeiro     | 2-2          |
| Grêmio Maringá           | -            | Flamengo     | 0-1          |
| Riposa: XV de Piracicaba |              |              |              |

| 5ª giornata      | 5ª giornata  | 5ª giornata      | 5ª giornata  |
| 14 dic. 1977     | 14 dic. 1977 | 14 dic. 1977     | 14 dic. 1977 |
| ---------------- | ------------ | ---------------- | ------------ |
| Cruzeiro         | -            | XV de Piracicaba | 2-0          |
| Grêmio Maringá   | -            | ABC              | 3-0          |
| Riposa: Flamengo |              |                  |              |

| 6ª giornata              | 6ª giornata       | 6ª giornata       | 6ª giornata       |
| 15 e 18 dic. 1977        | 15 e 18 dic. 1977 | 15 e 18 dic. 1977 | 15 e 18 dic. 1977 |
| ------------------------ | ----------------- | ----------------- | ----------------- |
| Flamengo                 | -                 | ABC               | 1-0               |
| Cruzeiro                 | -                 | Grêmio Maringá    | 0-0               |
| Riposa: XV de Piracicaba |                   |                   |                   |

#### Classifica
| Pos. | Squadra          | Pt | G | V     | N | P | GF | GS | DR |
| ---- | ---------------- | -- | - | ----- | - | - | -- | -- | -- |
| 1    | Flamengo         | 7  | 4 | 3 (1) | 0 | 1 | 5  | 2  | +3 |
| 2    | XV de Piracicaba | 5  | 4 | 2 (1) | 0 | 2 | 4  | 3  | +1 |
| 3    | Cruzeiro         | 5  | 4 | 1 (1) | 2 | 1 | 5  | 5  | 0  |
| 4    | Grêmio Maringá   | 4  | 4 | 1 (1) | 1 | 2 | 3  | 4  | -1 |
| 5    | ABC              | 3  | 4 | 1 (0) | 1 | 2 | 3  | 6  | -3 |

#### Verdetti
- Flamengo, XV de Piracicaba e Cruzeiro qualificati al terzo turno.

### Gruppo L

#### Risultati
| 1ª giornata                              | 1ª giornata  | 1ª giornata  | 1ª giornata  |
| 1º dic. 1977                             | 1º dic. 1977 | 1º dic. 1977 | 1º dic. 1977 |
| ---------------------------------------- | ------------ | ------------ | ------------ |
| Guarani                                  | -            | Atlético-MG  | 0-1          |
| Riposano: Americano, Grêmio e Santa Cruz |              |              |              |

| 2ª giornata                           | 2ª giornata | 2ª giornata | 2ª giornata |
| 4 dic. 1977                           | 4 dic. 1977 | 4 dic. 1977 | 4 dic. 1977 |
| ------------------------------------- | ----------- | ----------- | ----------- |
| Atlético-MG                           | -           | Santa Cruz  | 3-1         |
| Riposano: Americano, Grêmio e Guarani |             |             |             |

| 3ª giornata         | 3ª giornata | 3ª giornata | 3ª giornata |
| 7 dic. 1977         | 7 dic. 1977 | 7 dic. 1977 | 7 dic. 1977 |
| ------------------- | ----------- | ----------- | ----------- |
| Americano           | -           | Grêmio      | 0-0         |
| Santa Cruz          | -           | Guarani     | 1-0         |
| Riposa: Atlético-MG |             |             |             |

| 4ª giornata        | 4ª giornata       | 4ª giornata       | 4ª giornata       |
| 10 e 11 dic. 1977  | 10 e 11 dic. 1977 | 10 e 11 dic. 1977 | 10 e 11 dic. 1977 |
| ------------------ | ----------------- | ----------------- | ----------------- |
| Guarani            | -                 | Americano         | 6-0               |
| Atlético-MG        | -                 | Grêmio            | 3-1               |
| Riposa: Santa Cruz |                   |                   |                   |

| 5ª giornata         | 5ª giornata  | 5ª giornata  | 5ª giornata  |
| 14 dic. 1977        | 14 dic. 1977 | 14 dic. 1977 | 14 dic. 1977 |
| ------------------- | ------------ | ------------ | ------------ |
| Grêmio              | -            | Guarani      | 2-0          |
| Santa Cruz          | -            | Americano    | 3-0          |
| Riposa: Atlético-MG |              |              |              |

| 6ª giornata     | 6ª giornata  | 6ª giornata  | 6ª giornata  |
| 18 dic. 1977    | 18 dic. 1977 | 18 dic. 1977 | 18 dic. 1977 |
| --------------- | ------------ | ------------ | ------------ |
| Americano       | -            | Atlético-MG  | 0-2          |
| Grêmio          | -            | Santa Cruz   | 0-0          |
| Riposa: Guarani |              |              |              |

#### Classifica
| Pos. | Squadra          | Pt | G | V     | N | P | GF | GS | DR  |
| ---- | ---------------- | -- | - | ----- | - | - | -- | -- | --- |
| 1    | Atlético Mineiro | 11 | 4 | 4 (3) | 0 | 0 | 9  | 2  | +7  |
| 2    | Santa Cruz       | 7  | 4 | 3 (1) | 0 | 1 | 8  | 5  | +3  |
| 3    | Grêmio           | 4  | 4 | 1 (1) | 1 | 2 | 5  | 6  | -1  |
| 4    | Guarani          | 3  | 4 | 1 (1) | 0 | 3 | 6  | 4  | +2  |
| 5    | Americano        | 1  | 4 | 0 (0) | 1 | 3 | 0  | 11 | -11 |

#### Verdetti
- Atlético Mineiro, Santa Cruz e Grêmio qualificati al terzo turno.

### Gruppo M

#### Risultati
| 1ª giornata       | 1ª giornata | 1ª giornata | 1ª giornata |
| 4 dic. 1977       | 4 dic. 1977 | 4 dic. 1977 | 4 dic. 1977 |
| ----------------- | ----------- | ----------- | ----------- |
| Caxias            | -           | Avaí        | 5-1         |
| Coritiba          | -           | Dom Bosco   | 4-0         |
| Riposa: Juventude |             |             |             |

| 2ª giornata     | 2ª giornata     | 2ª giornata     | 2ª giornata     |
| 7 e 8 dic. 1977 | 7 e 8 dic. 1977 | 7 e 8 dic. 1977 | 7 e 8 dic. 1977 |
| --------------- | --------------- | --------------- | --------------- |
| Juventude       | -               | Coritiba        | 3-0             |
| Avaí            | -               | Dom Bosco       | 0-1             |
| Riposa: Caxias  |                 |                 |                 |

| 3ª giornata       | 3ª giornata  | 3ª giornata  | 3ª giornata  |
| 11 dic. 1977      | 11 dic. 1977 | 11 dic. 1977 | 11 dic. 1977 |
| ----------------- | ------------ | ------------ | ------------ |
| Coritiba          | -            | Avaí         | 2-3          |
| Juventude         | -            | Caxias       | 1-1          |
| Riposa: Dom Bosco |              |              |              |

| 4ª giornata      | 4ª giornata  | 4ª giornata  | 4ª giornata  |
| 14 dic. 1977     | 14 dic. 1977 | 14 dic. 1977 | 14 dic. 1977 |
| ---------------- | ------------ | ------------ | ------------ |
| Avaí             | -            | Juventude    | 2-1          |
| Dom Bosco        | -            | Caxias       | 1-1          |
| Riposa: Coritiba |              |              |              |

| 5ª giornata       | 5ª giornata       | 5ª giornata       | 5ª giornata       |
| 15 e 18 dic. 1977 | 15 e 18 dic. 1977 | 15 e 18 dic. 1977 | 15 e 18 dic. 1977 |
| ----------------- | ----------------- | ----------------- | ----------------- |
| Coritiba          | -                 | Caxias            | 1-2               |
| Dom Bosco         | -                 | Juventude         | 0-1               |
| Riposa: Avaí      |                   |                   |                   |

#### Classifica
| Pos. | Squadra   | Pt | G | V     | N | P | GF | GS | DR |
| ---- | --------- | -- | - | ----- | - | - | -- | -- | -- |
| 1    | Caxias    | 7  | 4 | 2 (1) | 2 | 0 | 9  | 4  | +5 |
| 2    | Juventude | 6  | 4 | 2 (1) | 1 | 1 | 6  | 3  | +3 |
| 3    | Avaí      | 4  | 4 | 2 (0) | 0 | 2 | 6  | 9  | +3 |
| 4    | Coritiba  | 3  | 4 | 1 (1) | 0 | 3 | 7  | 8  | -1 |
| 5    | Dom Bosco | 3  | 4 | 1 (0) | 1 | 2 | 2  | 6  | -4 |

#### Verdetti
- Caxias qualificato al terzo turno.

### Gruppo N

#### Risultati
| 1ª giornata         | 1ª giornata | 1ª giornata | 1ª giornata |
| 4 dic. 1977         | 4 dic. 1977 | 4 dic. 1977 | 4 dic. 1977 |
| ------------------- | ----------- | ----------- | ----------- |
| CRB                 | -           | Náutico     | 1-2         |
| Sport               | -           | Treze       | 4-0         |
| Riposa: Botafogo-PB |             |             |             |

| 2ª giornata     | 2ª giornata | 2ª giornata | 2ª giornata |
| 7 dic. 1977     | 7 dic. 1977 | 7 dic. 1977 | 7 dic. 1977 |
| --------------- | ----------- | ----------- | ----------- |
| Botafogo-PB     | -           | Sport       | 1-3         |
| Treze           | -           | CRB         | 0-0         |
| Riposa: Náutico |             |             |             |

| 3ª giornata  | 3ª giornata  | 3ª giornata  | 3ª giornata  |
| 11 dic. 1977 | 11 dic. 1977 | 11 dic. 1977 | 11 dic. 1977 |
| ------------ | ------------ | ------------ | ------------ |
| Sport        | -            | Náutico      | 1-0          |
| Treze        | -            | Botafogo-PB  | 3-2          |
| Riposa: CRB  |              |              |              |

| 4ª giornata       | 4ª giornata       | 4ª giornata       | 4ª giornata       |
| 14 e 15 dic. 1977 | 14 e 15 dic. 1977 | 14 e 15 dic. 1977 | 14 e 15 dic. 1977 |
| ----------------- | ----------------- | ----------------- | ----------------- |
| CRB               | -                 | Botafogo-PB       | 3-0               |
| Náutico           | -                 | Treze             | 5-0               |
| Riposa: Sport     |                   |                   |                   |

| 5ª giornata   | 5ª giornata  | 5ª giornata  | 5ª giornata  |
| 18 dic. 1977  | 18 dic. 1977 | 18 dic. 1977 | 18 dic. 1977 |
| ------------- | ------------ | ------------ | ------------ |
| Botafogo-PB   | -            | Náutico      | 3-1          |
| Sport         | -            | CRB          | 1-0          |
| Riposa: Treze |              |              |              |

#### Classifica
| Pos. | Squadra      | Pt | G | V     | N | P | GF | GS | DR |
| ---- | ------------ | -- | - | ----- | - | - | -- | -- | -- |
| 1    | Sport Recife | 10 | 4 | 4 (2) | 0 | 0 | 9  | 1  | +8 |
| 2    | Náutico      | 5  | 4 | 2 (1) | 0 | 2 | 8  | 5  | +3 |
| 3    | CRB          | 4  | 4 | 1 (1) | 1 | 2 | 4  | 3  | +1 |
| 4    | Botafogo-PB  | 3  | 4 | 1 (1) | 0 | 3 | 6  | 10 | -4 |
| 5    | Treze        | 3  | 4 | 1 (0) | 1 | 2 | 3  | 11 | -8 |

#### Verdetti
- Sport qualificato al terzo turno.

### Gruppo O

#### Risultati
| 1ª giornata                      | 1ª giornata            | 1ª giornata            | 1ª giornata            |
| 30 nov. e 1º dic. 1977           | 30 nov. e 1º dic. 1977 | 30 nov. e 1º dic. 1977 | 30 nov. e 1º dic. 1977 |
| -------------------------------- | ---------------------- | ---------------------- | ---------------------- |
| América-RN                       | -                      | Ceará                  | 2-0                    |
| Flamengo-PI                      | -                      | Fortaleza              | 0-0                    |
| Riposano: Ríver e Sampaio Corrêa |                        |                        |                        |

| 2ª giornata                   | 2ª giornata | 2ª giornata    | 2ª giornata |
| 4 dic. 1977                   | 4 dic. 1977 | 4 dic. 1977    | 4 dic. 1977 |
| ----------------------------- | ----------- | -------------- | ----------- |
| Fortaleza                     | -           | América-RN     | 0-2         |
| Ríver                         | -           | Sampaio Corrêa | 4-3         |
| Riposano: Ceará e Flamengo-PI |             |                |             |

| 3ª giornata     | 3ª giornata     | 3ª giornata     | 3ª giornata     |
| 7 e 8 dic. 1977 | 7 e 8 dic. 1977 | 7 e 8 dic. 1977 | 7 e 8 dic. 1977 |
| --------------- | --------------- | --------------- | --------------- |
| Flamengo-PI     | -               | América-RN      | 1-1             |
| Ríver           | -               | Fortaleza       | 2-1             |
| Sampaio Corrêa  | -               | Ceará           | 1-1             |

| 4ª giornata    | 4ª giornata  | 4ª giornata  | 4ª giornata  |
| 11 dic. 1977   | 11 dic. 1977 | 11 dic. 1977 | 11 dic. 1977 |
| -------------- | ------------ | ------------ | ------------ |
| Ceará          | -            | Fortaleza    | 2-1          |
| Flamengo-PI    | -            | Ríver        | 0-0          |
| Sampaio Corrêa | -            | América-RN   | 1-1          |

| 5ª giornata                                    | 5ª giornata  | 5ª giornata  | 5ª giornata  |
| 14 dic. 1977                                   | 14 dic. 1977 | 14 dic. 1977 | 14 dic. 1977 |
| ---------------------------------------------- | ------------ | ------------ | ------------ |
| Sampaio Corrêa                                 | -            | Flamengo-PI  | 4-1          |
| Riposano: América-RN, Ceará, Fortaleza e Ríver |              |              |              |

| 6ª giornata                        | 6ª giornata  | 6ª giornata    | 6ª giornata  |
| 15 dic. 1977                       | 15 dic. 1977 | 15 dic. 1977   | 15 dic. 1977 |
| ---------------------------------- | ------------ | -------------- | ------------ |
| Ceará                              | -            | Ríver          | 3-0          |
| Fortaleza                          | -            | Sampaio Corrêa | 2-0          |
| Riposano: América-RN e Flamengo-PI |              |                |              |

| \| 7ª giornata \| 7ª giornata \| 7ª giornata \| 7ª giornata \| \| 18 dic. 1977 \| 18 dic. 1977 \| 18 dic. 1977 \| 18 dic. 1977 \| \| ------------------------------------ \| ------------ \| ------------ \| ------------ \| \| América-RN \| - \| Ríver \| 5-0 \| \| Ceará \| - \| Flamengo-PI \| 0-0 \| \| Riposano: Fortaleza e Sampaio Corrêa \| \| \| \| |   |             |     |
| 7ª giornata |   |             |     |
| 18 dic. 1977 |   |             |     |
| América-RN | - | Ríver       | 5-0 |
| Ceará | - | Flamengo-PI | 0-0 |
| Riposano: Fortaleza e Sampaio Corrêa |   |             |     |

#### Classifica
| Pos. | Squadra        | Pt | G | V     | N | P | GF | GS | DR |
| ---- | -------------- | -- | - | ----- | - | - | -- | -- | -- |
| 1    | América-RN     | 11 | 5 | 3 (3) | 2 | 0 | 11 | 2  | +9 |
| 2    | Ceará          | 7  | 5 | 2 (1) | 2 | 1 | 6  | 4  | +2 |
| 3    | River          | 5  | 5 | 2 (0) | 1 | 2 | 6  | 12 | -6 |
| 4    | Sampaio Corrêa | 5  | 5 | 1 (1) | 2 | 2 | 9  | 9  | 0  |
| 5    | Fortaleza      | 4  | 5 | 1 (1) | 1 | 3 | 4  | 6  | -2 |
| 6    | Flamengo-PI    | 4  | 5 | 0 (0) | 4 | 1 | 2  | 5  | -3 |

#### Verdetti
- América de Natal qualificato al terzo turno.

### Gruppo P

#### Risultati
| 1ª giornata       | 1ª giornata  | 1ª giornata  | 1ª giornata  |
| 1º dic. 1977      | 1º dic. 1977 | 1º dic. 1977 | 1º dic. 1977 |
| ----------------- | ------------ | ------------ | ------------ |
| Atlético-PR       | -            | Goiás        | 3-3          |
| Londrina          | -            | Goiânia      | 4-1          |
| Riposa: Vila Nova |              |              |              |

| 2ª giornata                             | 2ª giornata | 2ª giornata | 2ª giornata |
| 4 dic. 1977                             | 4 dic. 1977 | 4 dic. 1977 | 4 dic. 1977 |
| --------------------------------------- | ----------- | ----------- | ----------- |
| Vila Nova                               | -           | Goiânia     | 4-0         |
| Riposano: Atlético-PR, Goiás e Londrina |             |             |             |

| 3ª giornata                           | 3ª giornata | 3ª giornata | 3ª giornata |
| 7 dic. 1977                           | 7 dic. 1977 | 7 dic. 1977 | 7 dic. 1977 |
| ------------------------------------- | ----------- | ----------- | ----------- |
| Goiânia                               | -           | Atlético-PR | 2-1         |
| Riposano: Goiás, Londrina e Vila Nova |             |             |             |

| 4ª giornata     | 4ª giornata  | 4ª giornata  | 4ª giornata  |
| 11 dic. 1977    | 11 dic. 1977 | 11 dic. 1977 | 11 dic. 1977 |
| --------------- | ------------ | ------------ | ------------ |
| Londrina        | -            | Atlético-PR  | 2-3          |
| Vila Nova       | -            | Goiás        | 0-3          |
| Riposa: Goiânia |              |              |              |

| 5ª giornata         | 5ª giornata       | 5ª giornata       | 5ª giornata       |
| 14 e 15 dic. 1977   | 14 e 15 dic. 1977 | 14 e 15 dic. 1977 | 14 e 15 dic. 1977 |
| ------------------- | ----------------- | ----------------- | ----------------- |
| Goiás               | -                 | Goiânia           | 3-2               |
| Vila Nova           | -                 | Londrina          | 0-1               |
| Riposa: Atlético-PR |                   |                   |                   |

| 6ª giornata     | 6ª giornata  | 6ª giornata  | 6ª giornata  |
| 18 dic. 1977    | 18 dic. 1977 | 18 dic. 1977 | 18 dic. 1977 |
| --------------- | ------------ | ------------ | ------------ |
| Atlético-PR     | -            | Vila Nova    | 2-2          |
| Goiás           | -            | Londrina     | 1-2          |
| Riposa: Goiânia |              |              |              |

#### Classifica
| Pos. | Squadra          | Pt | G | V     | N | P | GF | GS | DR |
| ---- | ---------------- | -- | - | ----- | - | - | -- | -- | -- |
| 1    | Londrina         | 7  | 4 | 3 (1) | 0 | 1 | 9  | 5  | +4 |
| 2    | Goiás            | 6  | 4 | 2 (1) | 1 | 1 | 10 | 7  | +3 |
| 3    | Athl. Paranaense | 4  | 4 | 1 (0) | 2 | 1 | 9  | 9  | 0  |
| 4    | Vila Nova        | 4  | 4 | 1 (1) | 1 | 2 | 6  | 6  | 0  |
| 5    | Goiânia          | 2  | 4 | 1 (0) | 0 | 3 | 5  | 12 | -7 |

#### Verdetti
- Londrina qualificato al terzo turno.

### Gruppo Q

#### Risultati
| 1ª giornata   | 1ª giornata  | 1ª giornata   | 1ª giornata  |
| 1º dic. 1977  | 1º dic. 1977 | 1º dic. 1977  | 1º dic. 1977 |
| ------------- | ------------ | ------------- | ------------ |
| Sergipe       | -            | Fluminense-BA | 1-1          |
| Vitória       | -            | Vitória-ES    | 2-0          |
| Volta Redonda | -            | Desportiva    | 2-0          |

| 2ª giornata                          | 2ª giornata | 2ª giornata | 2ª giornata |
| 4 dic. 1977                          | 4 dic. 1977 | 4 dic. 1977 | 4 dic. 1977 |
| ------------------------------------ | ----------- | ----------- | ----------- |
| Desportiva                           | -           | Vitória     | 3-1         |
| Volta Redonda                        | -           | Sergipe     | 3-2         |
| Riposano: Fluminense-BA e Vitória-ES |             |             |             |

| 3ª giornata                    | 3ª giornata | 3ª giornata   | 3ª giornata |
| 7 dic. 1977                    | 7 dic. 1977 | 7 dic. 1977   | 7 dic. 1977 |
| ------------------------------ | ----------- | ------------- | ----------- |
| Vitória-ES                     | -           | Fluminense-BA | 1-0         |
| Volta Redonda                  | -           | Vitória       | 1-1         |
| Riposano: Desportiva e Sergipe |             |               |             |

| 4ª giornata       | 4ª giornata       | 4ª giornata       | 4ª giornata       |
| 10 e 11 dic. 1977 | 10 e 11 dic. 1977 | 10 e 11 dic. 1977 | 10 e 11 dic. 1977 |
| ----------------- | ----------------- | ----------------- | ----------------- |
| Vitória           | -                 | Sergipe           | 2-1               |
| Desportiva        | -                 | Vitória-ES        | 2-1               |
| Fluminense-BA     | -                 | Volta Redonda     | 1-0               |

| 5ª giornata  | 5ª giornata  | 5ª giornata   | 5ª giornata  |
| 14 dic. 1977 | 14 dic. 1977 | 14 dic. 1977  | 14 dic. 1977 |
| ------------ | ------------ | ------------- | ------------ |
| Sergipe      | -            | Desportiva    | 1-1          |
| Vitória      | -            | Fluminense-BA | 2-0          |
| Vitória-ES   | -            | Volta Redonda | 1-1          |

| 6ª giornata                       | 6ª giornata  | 6ª giornata   | 6ª giornata  |
| 18 dic. 1977                      | 18 dic. 1977 | 18 dic. 1977  | 18 dic. 1977 |
| --------------------------------- | ------------ | ------------- | ------------ |
| Desportiva                        | -            | Fluminense-BA | 0-0          |
| Sergipe                           | -            | Vitória-ES    | 0-1          |
| Riposano: Vitória e Volta Redonda |              |               |              |

#### Classifica
| Pos. | Squadra             | Pt | G | V     | N | P | GF | GS | DR |
| ---- | ------------------- | -- | - | ----- | - | - | -- | -- | -- |
| 1    | Vitória             | 9  | 5 | 3 (2) | 1 | 1 | 8  | 5  | +3 |
| 2    | Desportiva          | 7  | 5 | 2 (1) | 2 | 1 | 6  | 5  | +1 |
| 3    | Volta Redonda       | 7  | 5 | 2 (1) | 2 | 1 | 7  | 5  | +2 |
| 4    | Vitória-ES          | 5  | 5 | 2 (0) | 1 | 2 | 4  | 5  | -1 |
| 5    | Fluminense de Feira | 4  | 5 | 1 (0) | 2 | 2 | 2  | 4  | -2 |
| 6    | Sergipe             | 2  | 5 | 0 (0) | 2 | 3 | 5  | 8  | -3 |

#### Verdetti
- Desportiva qualificata al terzo turno a tavolino per decisione della CBD.[4]

### Gruppo R

#### Risultati
| 1ª giornata                           | 1ª giornata  | 1ª giornata  | 1ª giornata  |
| 1º dic. 1977                          | 1º dic. 1977 | 1º dic. 1977 | 1º dic. 1977 |
| ------------------------------------- | ------------ | ------------ | ------------ |
| América-MG                            | -            | Paysandu     | 3-1          |
| Riposano: Fast, Nacional-AM e Uberaba |              |              |              |

| 2ª giornata        | 2ª giornata | 2ª giornata | 2ª giornata |
| 4 dic. 1977        | 4 dic. 1977 | 4 dic. 1977 | 4 dic. 1977 |
| ------------------ | ----------- | ----------- | ----------- |
| Paysandu           | -           | Fast        | 1-2         |
| Uberaba            | -           | Nacional-AM | 2-0         |
| Riposa: América-MG |             |             |             |

| 3ª giornata                        | 3ª giornata | 3ª giornata | 3ª giornata |
| 7 dic. 1977                        | 7 dic. 1977 | 7 dic. 1977 | 7 dic. 1977 |
| ---------------------------------- | ----------- | ----------- | ----------- |
| América-MG                         | -           | Nacional-AM | 1-0         |
| Riposano: Fast, Paysandu e Uberaba |             |             |             |

| 4ª giornata       | 4ª giornata       | 4ª giornata       | 4ª giornata       |
| 10 e 11 dic. 1977 | 10 e 11 dic. 1977 | 10 e 11 dic. 1977 | 10 e 11 dic. 1977 |
| ----------------- | ----------------- | ----------------- | ----------------- |
| América-MG        | -                 | Uberaba           | 1-0               |
| Fast              | -                 | Nacional-AM       | 2-1               |
| Riposa: Paysandu  |                   |                   |                   |

| 5ª giornata         | 5ª giornata  | 5ª giornata  | 5ª giornata  |
| 14 dic. 1977        | 14 dic. 1977 | 14 dic. 1977 | 14 dic. 1977 |
| ------------------- | ------------ | ------------ | ------------ |
| Fast                | -            | América-MG   | 2-0          |
| Paysandu            | -            | Uberaba      | 2-2          |
| Riposa: Nacional-AM |              |              |              |

| 6ª giornata        | 6ª giornata  | 6ª giornata  | 6ª giornata  |
| 18 dic. 1977       | 18 dic. 1977 | 18 dic. 1977 | 18 dic. 1977 |
| ------------------ | ------------ | ------------ | ------------ |
| Nacional-AM        | -            | Paysandu     | 1-1          |
| Uberaba            | -            | Fast         | 1-0          |
| Riposa: América-MG |              |              |              |

#### Classifica
| Pos. | Squadra     | Pt | G | V     | N | P | GF | GS | DR |
| ---- | ----------- | -- | - | ----- | - | - | -- | -- | -- |
| 1    | Fast Clube  | 7  | 4 | 3 (1) | 0 | 1 | 6  | 3  | +3 |
| 2    | América-MG  | 7  | 4 | 3 (1) | 0 | 1 | 5  | 3  | +2 |
| 3    | Uberaba     | 6  | 4 | 2 (1) | 1 | 1 | 5  | 3  | +2 |
| 4    | Paysandu    | 2  | 4 | 0 (0) | 2 | 2 | 5  | 8  | -3 |
| 5    | Nacional-AM | 1  | 4 | 0 (0) | 1 | 3 | 2  | 6  | -4 |

#### Verdetti
- Fast qualificato al terzo turno.

## Terzo turno

### Gruppo S

#### Risultati
| 1ª giornata  | 1ª giornata  | 1ª giornata   | 1ª giornata  |
| 29 gen. 1978 | 29 gen. 1978 | 29 gen. 1978  | 29 gen. 1978 |
| ------------ | ------------ | ------------- | ------------ |
| Corinthians  | -            | Santos        | 1-1          |
| Flamengo     | -            | Vasco da Gama | 0-0          |
| Londrina     | -            | Caxias        | 2-0          |

| 2ª giornata   | 2ª giornata  | 2ª giornata  | 2ª giornata  |
| 1º feb. 1978  | 1º feb. 1978 | 1º feb. 1978 | 1º feb. 1978 |
| ------------- | ------------ | ------------ | ------------ |
| Corinthians   | -            | Caxias       | 1-0          |
| Londrina      | -            | Flamengo     | 1-0          |
| Vasco da Gama | -            | Santos       | 1-0          |

| 3ª giornata       | 3ª giornata       | 3ª giornata       | 3ª giornata       |
| 11 e 12 feb. 1978 | 11 e 12 feb. 1978 | 11 e 12 feb. 1978 | 11 e 12 feb. 1978 |
| ----------------- | ----------------- | ----------------- | ----------------- |
| Flamengo          | -                 | Caxias            | 1-1               |
| Santos            | -                 | Londrina          | 1-2               |
| Corinthians       | -                 | Vasco da Gama     | 0-0               |

| 4ª giornata  | 4ª giornata  | 4ª giornata   | 4ª giornata  |
| 15 feb. 1978 | 15 feb. 1978 | 15 feb. 1978  | 15 feb. 1978 |
| ------------ | ------------ | ------------- | ------------ |
| Caxias       | -            | Vasco da Gama | 1-5          |
| Londrina     | -            | Corinthians   | 1-0          |
| Santos       | -            | Flamengo      | 0-0          |

| 5ª giornata       | 5ª giornata       | 5ª giornata       | 5ª giornata       |
| 18 e 19 feb. 1978 | 18 e 19 feb. 1978 | 18 e 19 feb. 1978 | 18 e 19 feb. 1978 |
| ----------------- | ----------------- | ----------------- | ----------------- |
| Caxias            | -                 | Santos            | 3-3               |
| Flamengo          | -                 | Corinthians       | 0-1               |
| Vasco da Gama     | -                 | Londrina          | 0-2               |

#### Classifica
| Pos. | Squadra       | Pt | G | V     | N | P | GF | GS | DR |
| ---- | ------------- | -- | - | ----- | - | - | -- | -- | -- |
| 1    | Londrina      | 12 | 5 | 5 (2) | 0 | 0 | 8  | 1  | +7 |
| 2    | Vasco da Gama | 7  | 5 | 2 (1) | 2 | 1 | 6  | 3  | +3 |
| 3    | Corinthians   | 6  | 5 | 2 (0) | 2 | 1 | 3  | 2  | +1 |
| 4    | Santos        | 3  | 5 | 0 (0) | 3 | 2 | 5  | 7  | -2 |
| 5    | Flamengo      | 3  | 5 | 0 (0) | 3 | 2 | 1  | 3  | -2 |
| 6    | Caxias        | 2  | 5 | 0 (0) | 2 | 3 | 5  | 12 | -7 |

#### Verdetti
- Londrina qualificato alle semifinali.

### Gruppo T

#### Risultati
| 1ª giornata  | 1ª giornata  | 1ª giornata  | 1ª giornata  |
| 29 gen. 1978 | 29 gen. 1978 | 29 gen. 1978 | 29 gen. 1978 |
| ------------ | ------------ | ------------ | ------------ |
| Atlético-MG  | -            | Cruzeiro     | 2-1          |
| Bahia        | -            | Botafogo     | 0-0          |
| Fast         | -            | América-RN   | 0-0          |

| 2ª giornata                | 2ª giornata  | 2ª giornata  | 2ª giornata  |
| 1º feb. 1978               | 1º feb. 1978 | 1º feb. 1978 | 1º feb. 1978 |
| -------------------------- | ------------ | ------------ | ------------ |
| Botafogo                   | -            | América-RN   | 2-0          |
| Fast                       | -            | Atlético-MG  | 1-2          |
| Riposano: Bahia e Cruzeiro |              |              |              |

| 3ª giornata                 | 3ª giornata  | 3ª giornata  | 3ª giornata  |
| 12 feb. 1978                | 12 feb. 1978 | 12 feb. 1978 | 12 feb. 1978 |
| --------------------------- | ------------ | ------------ | ------------ |
| Bahia                       | -            | Cruzeiro     | 2-2          |
| Botafogo                    | -            | Atlético-MG  | 0-0          |
| Riposano: América-RN e Fast |              |              |              |

| 4ª giornata                      | 4ª giornata  | 4ª giornata  | 4ª giornata  |
| 15 feb. 1978                     | 15 feb. 1978 | 15 feb. 1978 | 15 feb. 1978 |
| -------------------------------- | ------------ | ------------ | ------------ |
| América-RN                       | -            | Bahia        | 0-0          |
| Cruzeiro                         | -            | Fast         | 5-4          |
| Riposano: Atlético-MG e Botafogo |              |              |              |

| 5ª giornata  | 5ª giornata  | 5ª giornata  | 5ª giornata  |
| 19 feb. 1978 | 19 feb. 1978 | 19 feb. 1978 | 19 feb. 1978 |
| ------------ | ------------ | ------------ | ------------ |
| Atlético-MG  | -            | América-RN   | 6-0          |
| Bahia        | -            | Fast         | 2-0          |
| Cruzeiro     | -            | Botafogo     | 0-3          |

| 6ª giornata  | 6ª giornata  | 6ª giornata  | 6ª giornata  |
| 22 feb. 1978 | 22 feb. 1978 | 22 feb. 1978 | 22 feb. 1978 |
| ------------ | ------------ | ------------ | ------------ |
| América-RN   | -            | Cruzeiro     | 2-2          |
| Atlético-MG  | -            | Bahia        | 4-0          |
| Botafogo     | -            | Fast         | 3-1          |

#### Classifica
| Pos. | Squadra          | Pt | G | V     | N | P | GF | GS | DR  |
| ---- | ---------------- | -- | - | ----- | - | - | -- | -- | --- |
| 1    | Atlético Mineiro | 11 | 5 | 4 (2) | 2 | 0 | 14 | 2  | +12 |
| 2    | Botafogo         | 11 | 5 | 3 (3) | 2 | 0 | 8  | 1  | +7  |
| 3    | Bahia            | 6  | 5 | 1 (1) | 3 | 1 | 4  | 6  | -2  |
| 4    | Cruzeiro         | 4  | 5 | 1 (0) | 2 | 2 | 10 | 13 | -3  |
| 5    | América-RN       | 3  | 5 | 0 (0) | 3 | 2 | 2  | 10 | -8  |
| 6    | Fast Clube       | 1  | 5 | 0 (0) | 1 | 4 | 6  | 12 | -6  |

#### Verdetti
- Atlético Mineiro qualificato alle semifinali.

### Gruppo U

#### Risultati
| 1ª giornata       | 1ª giornata       | 1ª giornata       | 1ª giornata       |
| 28 e 29 gen. 1978 | 28 e 29 gen. 1978 | 28 e 29 gen. 1978 | 28 e 29 gen. 1978 |
| ----------------- | ----------------- | ----------------- | ----------------- |
| San Paolo         | -                 | XV de Piracicaba  | 4-2               |
| Grêmio            | -                 | Sport             | 1-0               |
| Ponte Preta       | -                 | Botafogo-SP       | 4-1               |

| 2ª giornata      | 2ª giornata  | 2ª giornata  | 2ª giornata  |
| 1º feb. 1978     | 1º feb. 1978 | 1º feb. 1978 | 1º feb. 1978 |
| ---------------- | ------------ | ------------ | ------------ |
| Ponte Preta      | -            | San Paolo    | 1-3          |
| Sport            | -            | Botafogo-SP  | 1-2          |
| XV de Piracicaba | -            | Grêmio       | 0-1          |

| 3ª giornata      | 3ª giornata  | 3ª giornata  | 3ª giornata  |
| 12 feb. 1978     | 12 feb. 1978 | 12 feb. 1978 | 12 feb. 1978 |
| ---------------- | ------------ | ------------ | ------------ |
| Botafogo-SP      | -            | San Paolo    | 1-0          |
| Grêmio           | -            | Ponte Preta  | 1-0          |
| XV de Piracicaba | -            | Sport        | 0-1          |

| 4ª giornata  | 4ª giornata  | 4ª giornata      | 4ª giornata  |
| 15 feb. 1978 | 15 feb. 1978 | 15 feb. 1978     | 15 feb. 1978 |
| ------------ | ------------ | ---------------- | ------------ |
| Grêmio       | -            | Botafogo-SP      | 1-1          |
| Ponte Preta  | -            | XV de Piracicaba | 1-0          |
| San Paolo    | -            | Sport            | 4-3          |

| 5ª giornata  | 5ª giornata  | 5ª giornata      | 5ª giornata  |
| 19 feb. 1978 | 19 feb. 1978 | 19 feb. 1978     | 19 feb. 1978 |
| ------------ | ------------ | ---------------- | ------------ |
| Botafogo-SP  | -            | XV de Piracicaba | 0-0          |
| San Paolo    | -            | Grêmio           | 3-1          |
| Sport        | -            | Ponte Preta      | 1-0          |

#### Classifica
| Pos. | Squadra          | Pt | G | V     | N | P | GF | GS | DR |
| ---- | ---------------- | -- | - | ----- | - | - | -- | -- | -- |
| 1    | San Paolo        | 11 | 5 | 4 (3) | 0 | 1 | 14 | 8  | +6 |
| 2    | Grêmio           | 7  | 5 | 3 (0) | 1 | 1 | 5  | 4  | +1 |
| 3    | Botafogo-SP      | 6  | 5 | 2 (0) | 2 | 1 | 5  | 6  | -1 |
| 4    | Ponte Preta      | 5  | 5 | 2 (1) | 0 | 3 | 6  | 6  | 0  |
| 5    | Sport Recife     | 4  | 5 | 2 (0) | 0 | 3 | 6  | 7  | -1 |
| 6    | XV de Piracicaba | 1  | 5 | 0 (0) | 1 | 4 | 2  | 7  | -5 |

#### Verdetti
- San Paolo qualificato alle semifinali.

### Gruppo V

#### Risultati
| 1ª giornata                        | 1ª giornata  | 1ª giornata  | 1ª giornata  |
| 29 gen. 1978                       | 29 gen. 1978 | 29 gen. 1978 | 29 gen. 1978 |
| ---------------------------------- | ------------ | ------------ | ------------ |
| Remo                               | -            | Palmeiras    | 3-0          |
| Santa Cruz                         | -            | América-RJ   | 2-2          |
| Riposano: Desportiva e Operário-MS |              |              |              |

| 2ª giornata                | 2ª giornata  | 2ª giornata  | 2ª giornata  |
| 1º feb. 1978               | 1º feb. 1978 | 1º feb. 1978 | 1º feb. 1978 |
| -------------------------- | ------------ | ------------ | ------------ |
| Operário-MS                | -            | Santa Cruz   | 0-0          |
| Palmeiras                  | -            | Desportiva   | 4-1          |
| Riposano: Bahia e Cruzeiro |              |              |              |

| 3ª giornata       | 3ª giornata       | 3ª giornata       | 3ª giornata       |
| 12 e 20 feb. 1978 | 12 e 20 feb. 1978 | 12 e 20 feb. 1978 | 12 e 20 feb. 1978 |
| ----------------- | ----------------- | ----------------- | ----------------- |
| Palmeiras         | -                 | América-RJ        | 5-1               |
| Santa Cruz        | -                 | Desportiva        | 2-0               |
| Remo              | -                 | Operário-MS       | 2-0               |

| 4ª giornata                      | 4ª giornata  | 4ª giornata  | 4ª giornata  |
| 15 feb. 1978                     | 15 feb. 1978 | 15 feb. 1978 | 15 feb. 1978 |
| -------------------------------- | ------------ | ------------ | ------------ |
| América-RJ                       | -            | Remo         | 1-1          |
| Operário-MS                      | -            | Desportiva   | 5-0          |
| Riposano: Palmeiras e Santa Cruz |              |              |              |

| 5ª giornata  | 5ª giornata  | 5ª giornata  | 5ª giornata  |
| 18 feb. 1978 | 18 feb. 1978 | 18 feb. 1978 | 18 feb. 1978 |
| ------------ | ------------ | ------------ | ------------ |
| América-RJ   | -            | Operário-MS  | 0-2          |
| Desportiva   | -            | Remo         | 2-2          |
| Palmeiras    | -            | Santa Cruz   | 1-3          |

| 6ª giornata       | 6ª giornata       | 6ª giornata       | 6ª giornata       |
| 22 e 23 feb. 1978 | 22 e 23 feb. 1978 | 22 e 23 feb. 1978 | 22 e 23 feb. 1978 |
| ----------------- | ----------------- | ----------------- | ----------------- |
| Operário-MS       | -                 | Palmeiras         | 2-0               |
| Santa Cruz        | -                 | Remo              | 2-1               |
| Desportiva        | -                 | América-RJ        | 0-0               |

#### Classifica
| Pos. | Squadra     | Pt | G | V     | N | P | GF | GS | DR  |
| ---- | ----------- | -- | - | ----- | - | - | -- | -- | --- |
| 1    | Operário-MS | 10 | 5 | 3 (3) | 1 | 1 | 9  | 2  | +7  |
| 2    | Santa Cruz  | 10 | 5 | 3 (2) | 2 | 0 | 9  | 4  | +5  |
| 3    | Remo        | 8  | 5 | 2 (2) | 2 | 1 | 9  | 5  | +4  |
| 4    | Palmeiras   | 6  | 5 | 2 (2) | 0 | 3 | 10 | 10 | 0   |
| 5    | America-RJ  | 3  | 5 | 0 (0) | 3 | 2 | 4  | 10 | -6  |
| 6    | Desportiva  | 2  | 5 | 0 (0) | 2 | 3 | 3  | 13 | -10 |

#### Verdetti
- Operário-MS qualificato alle semifinali.

## Fase finale
|  | Semifinali | Semifinali       | Semifinali | Semifinali | Semifinali |  |  | Finale           | Finale           | Finale | Finale | Finale |  |
|  |            |                  |            |            |            |  |  |                  |                  |        |        |        |  |
|  | T1         | Atlético Mineiro | 4          | 2          | 6          |  |  |                  |                  |        |        |        |  |
|  | S1         | Londrina         | 2          | 2          | 4          |  |  | Atlético Mineiro | Atlético Mineiro | 0      | (2)    | dcr    |  |
|  | U1         | San Paolo        | 3          | 0          | 3          |  |  | San Paolo        | San Paolo        | 0      | (3)    |        |  |
|  | V1         | Operário-MS      | 0          | 1          | 1          |  |  |                  |                  |        |        |        |  |

### Semifinali

#### Andata
| Arbitro: | Aírton |

|                                        |           |                                       |
| Ziza 18’ (rig.) Reinaldo 31’ 65’ 90+3’ | Marcatori | 57’ Brandão 73’ Carlos Alberto Garcia |

| Arbitro: | Wright |

|                                     |           |  |
| Serginho Chulapa 32’ 90+3’ Neca 87’ | Marcatori |  |

#### Ritorno
| Arbitro: | Pimentel |

|                        |           |                                  |
| Brandão 43’ Ademar 46’ | Marcatori | 17’ Caio Cambalhota 34’ Serginho |

| Arbitro: | Félix |

|                  |           |  |
| Tadeu Santos 79’ | Marcatori |  |

### Finale
| Arbitro: | Coelho |

| |                      | |
| Ziza Alves Toninho Cerezo Joãozinho Paulista Márcio | Tiri di rigore 2 – 3 | Peres Antenor Bezerra Getúlio Chicão |
| · João Leite P · Alves D · Márcio D · Vantuir D · Valdemir D · Toninho Cerezo C · Ângelo C · Marcelo C · Paulo Isidoro C · Serginho A · Caio Cambalhota A · Joãozinho Paulista A · Ziza A | Formazioni           | · P Valdir Peres · D Getúlio · D Tecão · D Bezerra · D Antenor · C Chicão · C Teodoro · C Peres · C Pereyra · A Zé Sérgio · A Mirandinha · A Viana · A Neca |
| Barbatana | Allenatori           | Minelli |

### Verdetti
- San Paolo campione del Brasile 1977.
- San Paolo e Atlético Mineiro qualificati per la Coppa Libertadores 1978.

## Classifica marcatori
| Pos. | Giocatore        | Squadra          | Gol |
| ---- | ---------------- | ---------------- | --- |
| 1    | Reinaldo         | Atlético Mineiro | 28  |
| 2    | Serginho Chulapa | San Paolo        | 18  |
| 3    | Nunes            | Santa Cruz       | 14  |
| 4    | Bira             | Remo             | 12  |
| 4    | Brandão          | Londrina         | 12  |
| 4    | Jorge Mendonça   | Palmeiras        | 12  |
| 7    | Fumanchu         | Santa Cruz       | 10  |
| 7    | Mendonça         | Botafogo         | 10  |
| 7    | Toninho Quintino | Palmeiras        | 10  |
| 7    | Zico             | Flamengo         | 10  |